# Elch vom Hansaplatz
Beim Elch vom Hansaplatz handelt es sich um die fossilen Überreste eines im 11. Jahrtausend vor Christus umgekommenen Elches (Breitstirnelch) (Alces latifrons), die im Berliner Bezirk Tiergarten entdeckt wurden. 

## Geschichte
Am 16. Mai 1956 stießen Bauarbeiter an der U-Bahn-Baustelle zwischen Turmstraße und Hansaplatz in sieben Metern Tiefe auf einige Tierknochen. Archäologen konnten schließlich ein vollständiges Tierskelett mit einem für Breitstirn- oder Riesenelche typischen Geweih bergen, das auf etwa 10730 v. Chr. datiert wird. Der Elch war 2,40 Meter lang, hatte eine Risthöhe von 1,90 Metern und wird als Jungbulle eingestuft. Er ist vermutlich auf natürliche Weise ums Leben gekommen. Im Umkreis des Skeletts wurden weitere Knochen von Wildpferden, Rentieren und Rothirschen gefunden.
Das Elchskelett wurde bereits im Jahr 2002 ausgestellt und zwar im Heimatmuseum Tiergarten an der Turmstraße. Es ist jedoch im Besitz des Berliner Museums für Vor- und Frühgeschichte, das das Exponat im Jahr 2009 zurückholte und in seinen neuen Ausstellungsräumen im Neuen Museum (im Steinzeitsaal) selbst ausstellte. Es zählt zu den Hauptattraktionen des Museums.

## Belege
1. ↑  Thomas Joerdens: Moabit: Als der Elch vom Hansaplatz im Morast versank. In: Berliner Morgenpost, 7. Mai 2002.